# K. T. Stevens
Pour les articles homonymes, voir Stevens.
K. T. Stevens (parfois créditée Katharine Stevens ou Katherine Stevens) est une actrice américaine, de son vrai nom Gloria Wood, née le 20 juillet 1919 à Los Angeles (Californie), où elle est morte d'un cancer du poumon le 13 juin 1994.

## Biographie
Fille du réalisateur Sam Wood, elle apparaît bébé dans deux films muets de son père, sortis en 1921. Son troisième film, désormais sous le pseudonyme de K. T. Stevens, est Kitty Foyle (avec Ginger Rogers dans le rôle-titre), également réalisé par son père et sorti en 1940.
En tout, elle contribue à seulement seize films américains. Mentionnons encore L'Inspiratrice de William A. Wellman (son quatrième film en 1942, avec Barbara Stanwyck et Joel McCrea), La Perfide de Vincent Sherman (son septième film en 1950, avec Joan Crawford et Wendell Corey), et Corrina, Corrina de Jessie Nelson (avec Whoopi Goldberg et Ray Liotta), son dernier film — dans un petit rôle — sorti en août 1994, deux mois après sa mort.
Durant sa carrière, K. T. Stevens est surtout active à la télévision, contribuant à quarante-quatre séries (ex. : L'Homme à la carabine) et à quatre feuilletons (ex. : Les Feux de l'amour), entre 1951 et 1989.
Au théâtre, elle joue à Broadway (New York) dans quatre pièces. La première, d'octobre 1941 à début janvier 1942, est The Land is bright d'Edna Ferber et George S. Kaufman, entre autres avec Hugh Marlowe, qu'elle épouse en 1946. Sa dernière pièce à Broadway est Laura en 1947, d'après le roman éponyme de Vera Caspary, aux côtés de son mari (reprenant le rôle tenu par Dana Andrews dans l'adaptation au cinéma de 1944) et d'Otto Kruger (en lieu et place de Clifton Webb à l'écran), elle-même jouant le rôle dévolu à Gene Tierney dans le film.
Avant leur divorce en 1968, K. T. Stevens et Hugh Marlowe se retrouvent au petit écran, dans un épisode de Suspicion en 1962, et enfin dans un épisode de Perry Mason (première série) en 1965.

## Filmographie

### Au cinéma (intégrale)
- 1921 : Peck's Bad Boy de Sam Wood
- 1921 : Faut-il avouer? (Don't Tell Everything), de Sam Wood
- 1940 : Kitty Foyle (Kitty Foyle : The Natural History of a Woman) de Sam Wood

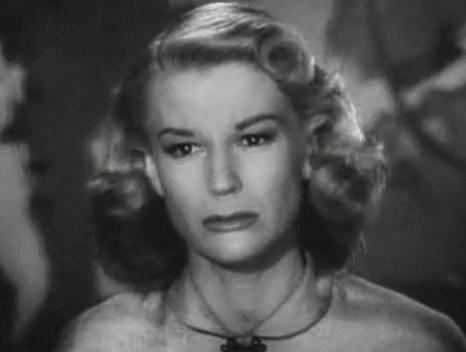
Dans La Perfide (1950)

- 1942 : L'Inspiratrice (The Great Man's Lady) de William A. Wellman
- 1944 : Inconnu à cette adresse (Address Unknown) de William Cameron Menzies
- 1949 : La Brigade des stupéfiants (Port of New York), de László Benedek : Tony Corell
- 1950 : La Perfide (Harriet Craig) de Vincent Sherman
- 1953 : Investigation criminelle (Vice Squad) d'Arnold Laven
- 1953 : Qui est le traître ? (Tumbleweed) de Nathan Juran
- 1956 : Jungle Hell de Norman A. Cerf
- 1958 : Fusée pour la lune (Missile to the Moon) de Richard E. Cunha : La Lido
- 1969 : Bob et Carole et Ted et Alice (Bob & Carol & Ted & Alice) de Paul Mazursky
- 1970 : Adam at Six A.M. de Robert Scheerer
- 1974 : Pets de Raphael Nussbaum
- 1984 : They're Playing with Fire d'Howard Avedis
- 1994 : Corrina, Corrina de Jessie Nelson

### À la télévision

#### Séries (sélection)
- 1956 : Alfred Hitchcock présente (Alfred Hitchcock presents)
  - Saison 2, épisode 5 None are so blind de Robert Stevens
- 1957 : La Grande Caravane (Wagon Train)
  - Saison 1, épisode 11 The Zake Thomas Story de John Brahm
- 1959 : Première série Mike Hammer
  - Saison 2, épisode 29 Groomed to kill de Ray Nazarro
- 1959-1965 : Première série Perry Mason
  - Saison 2, épisode 29 The Case of the Dubious Bridegroom (1959) de William D. Russell
  - Saison 5, épisode 28 The Case of the Ancient Romeo (1962)
  - Saison 9, épisode 7 The Case of the Hasty Honeymoon (1965)
- 1960 : Rawhide
  - Saison 3, épisode 5 Incident of the Slavemaster de Ted Post
- 1960-1963 : L'Homme à la carabine (The Rifleman)
  - Saison 2, épisode 22 Heller (1960) de Joseph H. Lewis et épisode 32 The Fourflusher (1960) de Joseph H. Lewis
  - Saison 3, épisode 19 Face of Yesterday (1961) de Joseph H. Lewis
  - Saison 4, épisode 8 Honest Abe (1961) de Joseph H. Lewis
  - Saison 5, épisode 20 End of the Hunt (1963)
- 1962 : Suspicion (The Alfred Hitchcock Hour)
  - Saison 1, épisode 10 Day of Reckoning de Jerry Hopper
- 1966 : Match contre la vie (Run for Your Life)
  - Saison 1, épisode 20 In Search of April de Stuart Rosenberg
- 1966 : Le Cheval de fer (The Iron Horse)
  - Saison 1, épisode 12 Through Ticket to Gunsight
- 1966-1967 : La Grande Vallée (The Big Valley)
  - Saison 1, épisode 20 Under a Dark Star (1966) de Michael Ritchie
  - Saison 2, épisode 17 Image of Yesterday (1967) de Virgil W. Vogel
- 1971 : Mannix
  - Saison 5, épisode 1 Longue sera la nuit (Dark So Early, Dark So Long) de John Llewellyn Moxey
- 1976 : La Petite Maison dans la prairie (Little House on the Prairie)
  - Saison 2, épisode 15 Une question de confiance (A Matter of Faith) de William F. Claxton
- 1976 : Docteur Marcus Welby (Marcus Welby, M.D.)
  - Saison 7, épisode 21 All Passions Spent
- 1979 : Buck Rogers au XXVe siècle (Buck Rogers in the 25th Century)
  - Saison 1, épisode 8 Alerte au gaz (Return of the Fighting 69th)

#### Feuilletons (intégrale)
- 1963-1965 : Hôpital central (General Hospital) : Peggy Mercer (épisodes non-spécifiés)
- 1966-1969 : Des jours et des vies (Days of Our Lives) : Helen Martin (épisodes non-spécifiés)
- 1976-1980 : Les Feux de l'amour (The Young and the Restless) : Vanessa Prentiss (épisodes non-spécifiés)
- 1989 : Côte Ouest (Knots Landing)
  - Saison 10, épisode 9 Une splendeur (A Many Splendored Thing)

## Théâtre
Pièces jouées à Broadway
- 1941-1942 : The Land is bright d'Edna Ferber et George S. Kaufman, mise en scène de ce dernier, costumes d'Irene Sharaff, avec Leon Ames, Hugh Marlowe
- 1942 : Yankee Point de Gladys Hurlbut, mise en scène de John Cromwell, avec Edna Best, John Cromwell, John Forsythe
- 1943 : Nine Girls de Wilfred H. Pettitt, avec Barbara Bel Geddes
- 1947 : Laura de George Sklar et Vera Caspary, d'après le roman éponyme de cette dernière, avec Otto Kruger, Hugh Marlowe